# Quartier du Palais-Royal

Mapa do 1er arrondissement.

Palais-Royal é um dos quatro quartiers do 1º arrondissement da cidade de Paris, na França. 
Tem este nome devido ao Palais Royal que se ergue na área.

## Atrações
- Banco da França
- Comédie-Française
- Conselho Constitucional da França
- Palais Royal